# Fort Calhoun
Fort Calhoun est une ville américaine située à 30 km au nord d'Omaha dans l'État du Nebraska aux États-Unis. La population était de 856 habitants au recensement de l'an 2000, dont 98,5 % d'euro-américains, 0,6 % d'afro-américains, 0,1 % de natifs américains , 0,1 % d'autres races et 0,7 % de plusieurs races.
Dans cette ville, de 1820 à 1827, l'armée américaine construisit et occupa Fort Atkinson, le premier fort à l'ouest du Missouri, pour protéger le commerce de fourrure occidental et contrôler l'accès au Missouri et la vallée de la Platte. 
La centrale nucléaire de Fort Calhoun est construite sur un site de 2,7 km2 situé sur la rive ouest du Missouri.
En juin 2011, une inondation de la ville a affecté la centrale nucléaire, qui a subi quelques fuites (voir l'article sur la centrale).